# FlyDirect
flyDirect es una aerolínea estacional de pasajeros de Nueva Zelanda creada para servir a los centros de esquí del pueblo de Wanaka ubicado a orillas del Lago Wanaka. La aerolínea basa su existencia en el mercado de esquí de "fin de semana" y en las agencias de esquí australianas.

## Destinos
Christchurch y Wellington son los lugares de servicio de la aerolínea, alimentándose de los tránsitos desde Tasmania. El Bombardier Q-100 operado por Vincent Aviation operará las rutas de Wanaka-Christchurch y Wanaka-Wellington. La aerolínea inició sus operaciones el 1 de julio de 2010. 
- Aeropuerto de Wanaka
- Aeropuerto de Wellington
- Aeropuerto de Christchurch